# Alexander Baillie (Abt)
Alexander Baillie (* um 1590 in Lanarkshire; † 7. April 1655 in Regensburg) war ab 1636 Abt des Erfurter Konvents und ab 1646 Abt des Regensburger Schottenklosters.

## Leben
Alexander Baillie war als geborener Schotte zuerst protestantisch. 1612  begibt er sich zum Studium nach Deutschland und immatrikuliert an der protestantischen Universität Helmstedt, konvertierte zum katholischen Glauben und noch im gleichen Jahr geht er an das Schottenkolleg in Rom. Bereits am 25. November  1615 tritt er in das Schottenkloster St. Jakob in Regensburg ein. Aufgrund von Auseinandersetzungen mit dem Regensburger Abt Algeo, der mit dem nach der Kontrolle über  St. Jakob strebenden Bischof Albert von Toerring-Stein verbunden  war,  wechselt er in das  Würzburger Schottenkloster. Am 20. November 1617  legt er hier die Profeß ab.  

## Wirken
1622 wird er unter Abt William Ogilvie zum Prior von Würzburg gewählt, von Würzburg aus reist er nach Schottland. Vom päpstlichen Nuntius wird er wegen des schlechten Zustands der Regensburger Abtei im  Februar  1623 zum  Prior und Kellermeister im Regensburg Kloster ernannt, mit der Auflage, dem  Nuntius einen jährlichen Bericht zu  verfertigen, ernannt. 1628 befindet er sich wieder in Würzburg; hier verfasst er ein polemisches Buch gegen den Calvinismus in Schottland (A True Information of the Unhallowed Offspring … of our Scottish-Calvinian Gospel). Im Verlauf des Dreißigjährigen Krieges verlässt er 1632 wegen der herannahenden Schweden Würzburg und  wird erneut Kellermeister in Regensburg. Allerdings wird auch Regensburg von Herzog Bernhard von Sachsen-Weimar erobert. Im Laufe der Vertreibung und Flucht der  katholischen  Priesterschaft aus Regensburg zieht Baillie nach Italien. Er ist aber der erste Schotte, der nach der Rückeroberung nach Regensburg zurückkehrt. Er ruft die auseinander getriebenen Mönche wieder zurück  und  wird  von  Kardinal Francesco Barberini auf Bitten der Regensburger Mönche am 11. Dezember 1634 zum Administrator des Klosters ernannt. Im September 1635 starb jedoch der Abt William Ogilvie von Würzburg und nach einem weiteren Todesfall war nur noch ein Mönch  in Würzburger Koster. Deshalb forderte der Würzburger Weihbischof Baillie auf,  alle Professen  des Würzburger Konvents zurückzubeordern.  Deswegen gibt Baillie sein Amt in Regensburg ab und  begibt sich im  Februar 1636 zurück nach Würzburg. Nach der Wahl von Robert Forbes zum neuen Würzburger Abt kehrt er nach Regensburg  zurück. Allerdings wird er am 13. November 1636 vom Erfurter Konvent zum Abt  gewählt wird. In Erfurt, das durch die Schweden schwer verwüstet worden war, musste er von der Stadt das Kloster und die Klostergebäude wieder  einfordern, denn diese hatte die Gebäude in Besitz genommen. Doch während der Besetzung Erfurts  muss er erneut fliehen. Da das Regensburger Kloster 1639 seinen Vorsteher verloren hatte, wurde  er im Februar  1640  erneut Regensburger Administrator. In dieser Zeit versuchten Kaiser Ferdinand III. und der Regensburger Bischof Albert IV. die  Regensburger Schotten durch Karmeliter zu  ersetzen. Doch Papst Urban VIII. und der mit ihm verwandte Kardinal Barberini unterstützen die Schotten, und so konnten sie in Regensburg bleiben. Am 18. Januar 1646 wird er vom Konvent zum  Abt postuliert;  daraufhin  gab er die Abtwürde von  Erfurt  ab.  
Im März 1652 beansprucht Baillie die früheren Visitationsrechte des  Regensburger Abts in den anderen Schottenklöstern, was ihm aber nicht zugestanden wurde. Erst sein Nachfolger Thomas Placidus Fleming wurde Generalvisitator der deutschen Schottenklöster. 1652/53 wehrte er Versuche Irischer Mönche ab, in die Schottenklöster aufgenommen zu werden oder diese gar zu übernehmen, ebenso vereitelte er 1653 den Versuch des Regensburger Bischofs Franz Wilhelm von Wartenberg, in St. Jakob ein bischöfliches Priesterseminar zu errichten. 
In seiner Zeit wird eine Dokumentensammlung vom 12. bis zum 17. Jahrhundert angefertigt (Codex  Privilegiorum  et  Actorum). Des Weiteren stammt aus seiner Zeit ein Kartular des Regensburger Klosters, das von ihm selbst um eine Chronik ergänzt wurde. Seine Ausführungen gehen teilweise in die Ratisbona Religiosa ein. Außerdem sind einige seiner historischen Schriften in späteren Kompilationen erhalten.